# Changan Eado DT

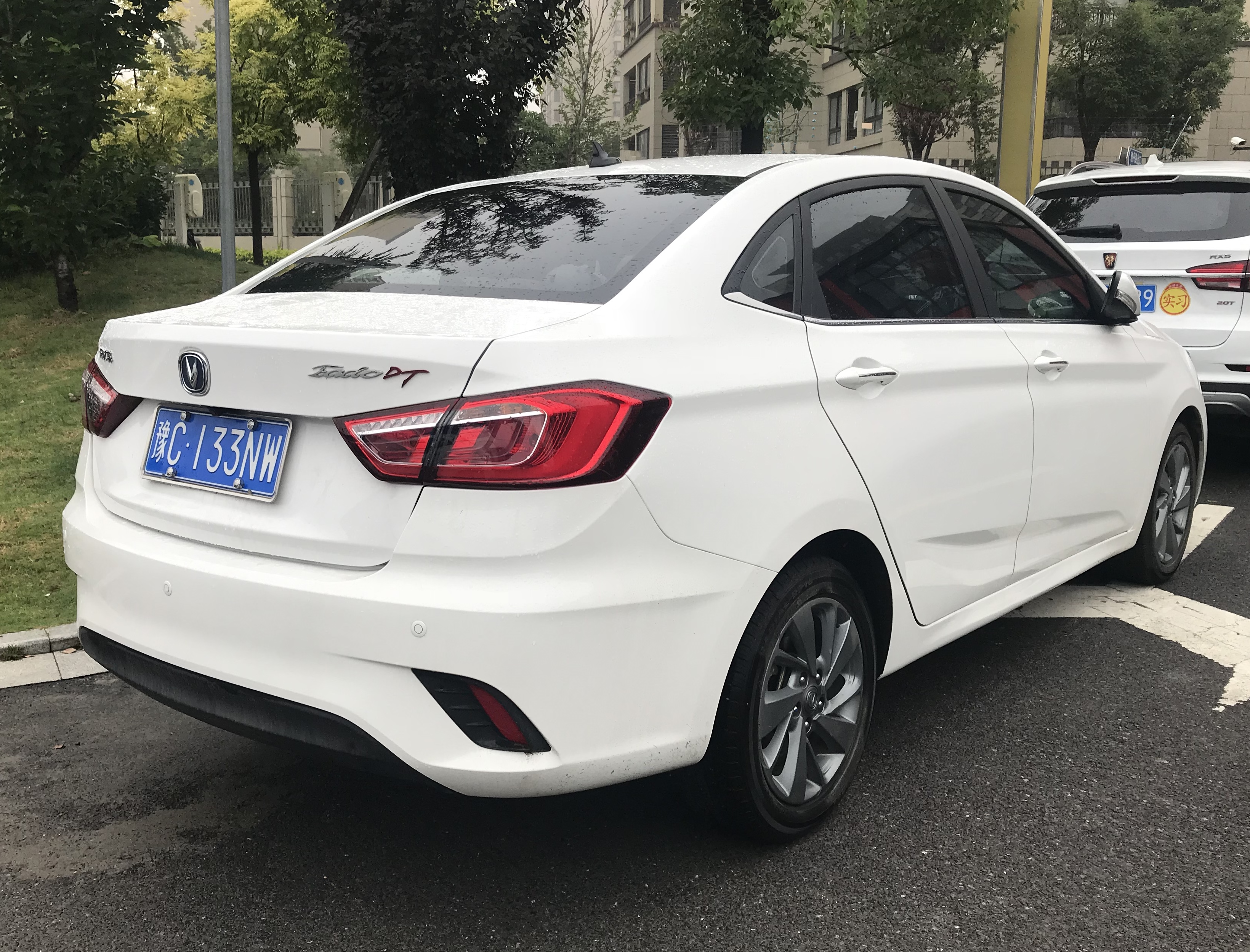
Heckansicht

Der Changan Eado DT ist eine Limousine der Kompaktklasse des chinesischen Automobilherstellers Chongqing Changan Automobile Company der Marke Changan.

## Geschichte
Das Fahrzeug wurde zwischen März 2018 und Dezember 2023 auf dem chinesischen Markt verkauft. Es stellt das Nachfolgemodell des zwischen 2014 und 2018 gebauten Changan Alsvin V7 dar. Der Wagen ist unterhalb des Changan Eado positioniert.

## Technische Daten
Angetrieben wird der Eado DT von einem Einliter-Ottomotor mit 86 kW (117 PS) und Turbolader oder einem 1,6-Liter-Ottomotor mit 92 kW (125 PS).
|                                            | 1.0T GDI              | 1.6                           |
| ------------------------------------------ | --------------------- | ----------------------------- |
| Bauzeitraum                                | 03/2018–07/2019       | 03/2018–12/2023               |
| Motorkenndaten                             |                       |                               |
| Motortyp                                   | R3-Ottomotor          | R4-Ottomotor                  |
| Motoraufladung                             | Turbolader            | —                             |
| Hubraum                                    | 999 cm³               | 1598 cm³                      |
| max. Leistung bei min−1                    | 86 kW (117 PS) / 5400 | 92 kW (125 PS) / 6000         |
| max. Drehmoment bei min−1                  | 180 Nm / 1500–4200    | 160 Nm / 4500                 |
| Kraftübertragung                           |                       |                               |
| Antrieb                                    | Vorderradantrieb      | Vorderradantrieb              |
| Getriebe, serienmäßig                      | 6-Gang-Schaltgetriebe | 5-Gang-Schaltgetriebe         |
| Getriebe, optional                         | —                     | [4-Stufen-Automatikgetriebe]  |
| Messwerte                                  |                       |                               |
| Höchstgeschwindigkeit                      | 180 km/h              | 180 km/h                      |
| Beschleunigung, 0–100 km/h                 | k. A.                 | k. A.                         |
| Kraftstoffverbrauch auf 100 km, kombiniert | 5,5 l Super           | 5,8–5,9 l Super [6,5 l Super] |
| Leergewicht                                | 1255 kg               | 1220 kg [1240 kg]             |
| Tankinhalt                                 | 45 l                  | 45 l                          |

Werte in eckigen Klammern gelten für Modelle mit optionalem Getriebe.